# Понтии
Понтии (Pontia) — род чешуекрылых из семейства белянок и подсемейства Pierinae.
Крылья сверху белого цвета с темными пятнами, жилки не контрастные. Фон нижней стороны с чётким жёлто-зелёным рисунком. Половой диморфизм выражается в более сильном развитии у самок тёмного рисунка на крыльях. На крыле жилка R1 не ветвится; жилки R2 и R3 сливаются в одну, R4, R5 имеют общий ствол. К костальному краю переднего крыла выходят жилки R1, R2, R3 и R4, а R5 выходит к внешнему краю. Усики с головчатой булавой.

## Систематика
В состав рода входят:
- Pontia daplidice (Linnaeus, 1758) — Южная, Центральная и Восточная Европа, Япония, от запада России до Урала, Индия, полуостров Сомали
- Понтия резедовая (Pontia edusa) (Fabricius, 1777) — умеренная зона Европы и Сибири
- Понтия альпийская (Pontia callidice) (Hübner, 1799-1800) — крайний запад Азии, Гималаи, Западный Китай, Пиренейский полуостров, Турция
- Понтия степная (Pontia chloridice) (Hübner, 1808-1813) — Турция, Малая Азия, Монголия
- Pontia glauconome (Klug, 1829) — полуостров Сомали, Центральная и Северная Африка, Малая Азия, Северная и Западная Индия
- Pontia helice (Linnaeus, 1764) — Южная Африка и Западная Африка
- Pontia distorta (Butler, 1886) — полуостров Сомали, Кения
- Pontia beckerii (Edwards, 1871) — запад США
- Pontia sisymbrii (Boisduval, 1852) — Мексика, Южная часть США
- Pontia protodice (Boisduval & Leconte, 1830) — США (не включая Аляску) и Канада
- Pontia occidentalis (Reakirt, 1866) — Аляска и Западные США